# 하객
하객(賀客)은 결혼, 돌잔치, 환갑 잔치 등을 축하하는 사람들을 말한다. 돌잔치에서는 아기의 가족은 물론 참석한 모든 사람이 하객이 된다.

## 같이 보기
- 손님
- 조문객